# Patio Santa Fe
Patio Santa Fe, siendo el nombre original del proyecto "Gran Patio", abrió sus puertas en el año 2013. Es un Centro Comercial con más de 219,000 metros cuadrados de construcción en Santa Fe (Ciudad de México). Es el 5º Centro Comercial más grande de la Ciudad de México con más de 76,000 metros cuadrados rentables. 
Tiene 4 niveles de comercio, 3 niveles de estacionamiento y en uno de esos niveles se encuentra KAVAK. Sus tiendas principales son Walmart, Sam's Club, The Home Depot (el único en Santa Fe-Ciudad de México), Office Depot, Petco, un gimnasio Smart Fit, un complejo de 12 salas de cine Cinépolis, y un Parque bajo vidrio de 5,000 metros cuadrados con Playground, un Foodcourt con el servicio de marcas como Carl's Jr, Burger King, Subway y Panda Express. Cuenta con Entretenimiento para todas las edades, desde un Casino Big Bola, hasta la diversión de brincar en Sky Zone o divertirse con los más pequeños en Chuck E Cheese's (el único en Santa Fe-Ciudad de México).
Tiene más de 100 tiendas y comercios exclusivos que no existen en otro Centro Comercial de Santa Fe (Ciudad de México) como Suburbia, Toys R Us, Babies Toys, así como los Bancos Santader, Banamex, BBVA Bancomer, Banorte y HSBC. Cuenta con 15 Restaurantes entre los cuales se encuentran Italianni´s, Toks, Noreste Grill, Boston's, Sushi Itto, La Casa del Pastor, Olive Garden, Johnny Rockets, Rebel Wings y Ihop (el único en Santa Fe-Ciudad de México). Apapacha a los animalitos siendo Pet Friendly. Su estacionamiento, con amplia seguridad, resguarda a más de 2800 automóviles y que dentro del mismo tiene espacios reservados para cargar automóviles eléctricos tanto para Teslas, como para otros modelos.